# 天秤座ο
天秤座ο，又名BD-15 4083，HD 136407、SAO 159191、HR 5703，是天秤座的一颗恒星，视星等为6.3，位于銀經347.81，銀緯33.98，其B1900.0坐标为赤經15h 15m 25.8s，赤緯-15° 33.98′ 16″。